# Croton colubrinoides
Croton colubrinoides là một loài thực vật có hoa trong họ Đại kích. Loài này được Merr. mô tả khoa học đầu tiên năm 1914 publ. 1915.